# Jean François (Historiker)
Jean François (* 21. Januar 1722 in Jehonville, Herzogtum Bouillon; † 22. April 1791 in Senones, Fürstentum Salm-Salm) war ein französischer Benediktiner, Historiker und Sprachforscher.

## Leben und Werk
Dom Jean François, der aus der Gegend von Bouillon stammte (damals ein Frankreich unterstehendes Herzogtum, heute in der wallonischen Region Belgiens), trat 1740 in den Benediktinerorden ein (Kongregation der Abtei Saint-Vanne in Verdun). Er wirkte in verschiedenen Klöstern Ostfrankreichs, so als Theologieprofessor in der Abtei Hautvillers, dann ab 1757 in der Abtei Sankt Arnulf in Metz. Seine wissenschaftlichen Arbeiten brachten ihm die Mitgliedschaft in der (1752 von Olivier Légipont gegründeten) Société germano-bénédictine und der (1757 gegründeten) Académie royale de Metz ein. Der teure Druck seiner Bücher führte aber zu finanziellen Schwierigkeiten, weswegen man ihn der Funktion als Prior enthob. 
Dom François publizierte bedeutende Arbeiten zur benediktinischen Ordensgeschichte sowie zur Geschichte der Stadt Metz und des Metzgaus (pays Messin), daneben zwei Wörterbücher, die für die altfranzösische und für die regionale lothringische und wallonische Ausprägung der französischen Sprache von Interesse sind.

## Werke

### Wörterbücher
- Vocabulaire austrasien, pour servir à l'intelligence des preuves de l'histoire de Metz, des loix et atours de la ville, des chartres, titres, actes et autres monumens du moyen-âge, écrits en langue romane, tant dans le pays Messin que dans les provinces voisines, Metz 1773 (207 Seiten, einschließlich « Conjugaisons des verbes romançons » ab S. 150)
- Dictionnaire roman, walon, celtique et tudesque pour servir à l'intelligence des anciennes loix & contrats, des chartes, rescripts, titres, actes, diplomes & autres monuments, tant ecclésiastiques que civils & historiques, écrits en langue romance ou langue françoise ancienne, Bouillon 1777 (364 Seiten)

### Geschichte
- (mit Dom Nicolas Tabouillot, 1734–1799) Histoire de Metz, 6 Bde., Metz 1769–1790, Paris 1974
- Bibliothèque générale des écrivains de l'Ordre de Saint Benoît, 4 Bde., Bouillon 1777–1778, Louvain-Heverlé 1961 (Benediktinerlexikon)
- Journal 1760-1772. Appendice sur l'épiscopat de Monseigneur de Saint-Simon 1733-1760, Metz 1913